# 船戸市民プール
船戸市民プール（ふなどしみんプール）は、千葉県柏市船戸山高野170-1にある柏市が設立・運営する公共のプールである。かつては「北部市民プール」だったが、沼南町との合併と前後して、所在地に合わせて改称された。

## 施設
- 流水プール
- スライダープール
- 幼児プール

## 料金
3時間30分ごとの入れ替え制
- 一般450円
- 高校生以下220円

## 開場時期
- 7月第1日曜日〜9月第1日曜日

## 柏市の市民プール
- リフレッシュプラザ柏
- 逆井市民プール（旧・南部市民プール）
- 塚崎市民プール
- 大津ヶ丘中央公園市民プール
- ひばりが丘市民プール（旧・東部市民プール）
- 西口第一公園市民プール（旧・西部市民プール）